# 名古屋往復きっぷ
名古屋往復きっぷ（なごやおうふくきっぷ）とは、東海旅客鉄道（JR東海）の往復型の特別企画乗車券である。豊橋往復きっぷ、新城・本長篠往復きっぷもほぼ同じ性格をもつ。
またこの項では、東海道新幹線が利用可能な新幹線名古屋往復きっぷ、新幹線豊橋往復きっぷ、新幹線新城・本長篠往復きっぷについてもあわせて記述する。

## 概要
以下の5つのゾーン・区間を出発地・終着地とする往復型の乗車券である。
1. 名古屋市内（東海道本線 南大高駅 - 名古屋駅間、関西本線 名古屋駅 - 春田駅間、中央本線 名古屋駅 - 新守山駅間）
2. 共和駅・大府駅
3. 豊橋ゾーン（東海道本線 豊橋駅・二川駅、飯田線 豊橋駅 - 豊川駅間）
4. 東海道本線 西小坂井駅 - 三ケ根駅間
5. 新城ゾーン（飯田線 三河一宮駅 - 本長篠駅間）

また、豊橋駅 - 名古屋駅間で在来線を利用する在来線型と、新幹線を利用する新幹線型とに大別される。

### 在来線型
名古屋往復きっぷ、豊橋往復きっぷ、新城・本長篠往復きっぷの3種をさす。
#概要に示したゾーン・区間のうち、
- 3,4,5を出発地とし、1との間を往復するものを名古屋往復きっぷ
- 1,2を出発地とし、3との間を往復するものを豊橋往復きっぷ
- 1,2を出発地とし、5との間を往復するものを新城・本長篠往復きっぷ

と、それぞれ呼称する。
前述のとおり、豊橋駅 - 名古屋駅間は在来線利用となるが、名古屋市内・豊橋ゾーン・新城ゾーン発に限り、新幹線変更券を別途購入することにより、同区間を新幹線利用とすることが出来る。

### 新幹線型
新幹線名古屋往復きっぷ、新幹線豊橋往復きっぷ、新幹線新城・本長篠往復きっぷの3種をさす。
#概要に示したゾーン・区間のうち、
- 3,5を出発地とし、1との間を往復するものを新幹線名古屋往復きっぷ
- 1を出発地とし、3との間を往復するものを新幹線豊橋往復きっぷ
- 1を出発地とし、5との間を往復するものを新幹線新城・本長篠往復きっぷ

と、それぞれ呼称する。

## 発売箇所
#概要に示したゾーン・区間のうち、
- 1.発のきっぷ - 名古屋市内各駅、JR東海ツアーズ（名古屋・名古屋広小路口・金山・千種の各支店）
  - 八田駅と春田駅は無人だが、自動券売機で購入可能。
- 2.発のきっぷ - 共和駅・大府駅
- 3.発のきっぷ - 豊橋駅・二川駅・牛久保駅・豊川駅、JR東海ツアーズ豊橋支店
- 4.発のきっぷ - 西小坂井駅 - 三ケ根駅間各駅
  - 蒲郡駅以外は無人だが、自動券売機で購入可能。
- 5.発のきっぷ - 本長篠駅・東新町駅・新城駅
  - 本長篠駅と東新町駅は簡易委託駅であるが、営業時間内であれば購入可能。

ただし、名古屋駅・豊橋駅の新幹線出札窓口では取り扱いがない。

## 発売額
すべて小児半額
- 在来線型
  - 平日1960円、土日祝日1640円（新城・本長篠往復きっぷ、新城ゾーン発の名古屋往復きっぷ）
  - 平日1860円、土日祝日1540円（上記以外）
  - 新幹線変更券（片道）
    - 平日510円、土日祝日390円
- 新幹線型
  - 平日2980円、土日祝日2420円（新幹線新城・本長篠往復きっぷ、新城ゾーン発の新幹線名古屋往復きっぷ）
  - 平日2880円、土日祝日2320円（新幹線豊橋往復きっぷ、豊橋ゾーン発の新幹線名古屋往復きっぷ）

## 切符の効力
- 使用開始当日のみ発売。発売当日限り有効。
- 途中下車不可。
- 乗り越しの際は、乗車券の始発駅から降車駅までの正規の運賃を支払い、代わりに券面の金額が無手数料で払い戻される（例：豊橋往復きっぷで新所原以遠まで乗車した場合）。なお、反対乗車、分岐駅から外れる乗車は、無手数料払い戻しの特例は受けられない（例：豊橋往復きっぷで稲沢まで乗車した場合、乗車駅から稲沢までの運賃が徴収され、豊橋往復きっぷは未使用として取り扱われる。同様に半田まで乗車した場合は、乗車駅から半田までの運賃が徴収され、豊橋往復きっぷは未使用として取り扱われる）。

途中駅から乗車した場合でも、始発駅から乗車したものとして取り扱う。在来線の場合、あらかじめ連続する乗車券を所持していれば乗車することができる。新幹線の場合、FLEXなど新幹線定期券を除き連続する乗車券を持っていても乗車できない。たとえば新幹線豊橋往復きっぷと二川→横浜市内の乗車券と豊橋→東京の特急券を持って出発エリア内から乗車した場合、下車の際には乗車駅から下車駅までの正規の運賃と特急料金が徴収され、新幹線豊橋往復きっぷは無手数料で払い戻される。豊橋以遠の乗車券・特急券は未使用扱いになる。